# ジョニー広瀬
ジョニー 広瀬（ジョニー ひろせ、本名：広瀬 良雄、1948年3月22日 - 2023年8月26日）は、吉本興業所属のマジシャン（奇術師）。大阪府大阪市出身。妻である霞とともに、「ジョニー広瀬&霞」のユニットで活動することもあった。マジックショップのディーラーなども経験している。

## 概要
主にステージマジックやクロースアップ・マジックで活躍。大仕掛けの道具を用いたイリュージョンよりも、スライハンド(手練)を主に演じていた。多くのオリジナルマジックを考案しており、その名はお茶の間や劇場のみならず海外にも知られファンを獲得していた。
弟子に瀧川一紀がいる。毎日放送の元アナウンサーで、前大阪市長の平松邦夫はジョニーの一番弟子であり、｢ジャニー平松｣と名乗っていた。
歌手としても活動し、代表曲『太陽に抱かれたい』（1967年発売、作詞：幸田栄、作曲：遠藤実、ミノルフォンレコード）は、後にTOKYO FM『赤坂泰彦のミリオンナイツ』内のコーナー「うさんくさいポップス」で紹介され、一躍大人気となった。『山下達郎のサンデー・ソングブック』でも流されることがあった。ただし、『太陽に抱かれたい』が収録されているオムニバス盤『幻の名盤解放箱』(1999年発売、2005年再発売、ブルース・インターアクションズ)のブックレットには「関西にジョニー広瀬という芸人がいるが、どうやら別人らしい」との記述がある。

## 略歴
高校時代に駒田忍（ジミー忍）と出会い、マジシャンを志した。1966年には資金を貯めて東京へ行きジミーの内弟子になるも、諸事情で3ヵ月ほどで帰阪。松坂屋や阪神百貨店の奇術売り場でアルバイトをしていた。1969年7月に日本奇術連盟発表会が東京で開催された際には、ステージ上で大嶽重幸（スピリット百瀬）、松尾昭（Mr.マリック）らと共に紹介された。以降、百瀬やマリックとは長年にわたり良きライバルとなった。
1973年、奇術売り場の常連客の要望で、マジッククラブ「SMC（スプレンディッド・マジシャンズ・クラブ）」を設立。その後、日本奇術連盟を退職し、1977年4月にはマジックユニット「ジョニー広瀬＆霞」を結成した。また、大阪ミナミに本格的マジック専用ライブハウス「マジックキャッスル」をオープンするが、仕事の負担が重なり、1978年晩秋に肺結核にかかってしまい5ヵ月の入院となった。
1979年に復帰し、和光プロダクションに所属。マジックショーへの出演が中心となった。1987年に吉本興業所属となり、和光プロは1988年に退社。
1991年、なんばグランド花月所属マジシャンの第1号になり、2008年まで継続出演した。2006年には、アメリカ・ニューヨーク州バッファローで開催されたクロースアップマジック・コンベンション「FFFF」に出演し、紙幣やカードを使ったマジックで観客を魅了した。
2008年3月ごろに脳梗塞で入院し、リハビリ生活を送った。2011年10月23日に復帰し、京橋花月でイベントを開催。その後、なんばグランド花月などで吉本新喜劇などにも出演した。
2022年、マジシャンになったきっかけやマジック解説などを記した『ジョニー広瀬 奇術人生55年』を出版。
2023年8月26日、白血病のため大阪市内の病院で死去。75歳没。

## 出演
- ナイトinナイト（朝日放送テレビ、1989年） - 週1回レギュラー[4]
- 板東・八方ヨジキンTV（関西テレビ放送、1996年4月 - 1998年9月）
- カジノザウルス（関西テレビ放送、1996年7月 - 1997年3月） - 「チョイス・ザ・カラー」のディーラー役